# Daniele Caroli
Daniele Caroli (Faenza, 10 gennaio 1959) è un ex ciclista su strada e ciclocrossista italiano.
Professionista dal 1982 al 1990, colse più di dieci vittorie in carriera.

## Carriera
Caroli passò professionista nel 1982 e rimase tale fino al 1990. Ottenne discreti risultati con due stagioni di particolare spessore, il 1985 che lo vide primo al Giro di Campania ed alla Milano-Torino ed il 1987 quando si impose nel Trofeo Pantalica e nel Gran Premio Industria e Commercio di Prato. Ottenne anche due secondi posti con l'australiano Michael Wilson nel Trofeo Baracchi.
Attivo anche nel ciclocross, partecipò ai Campionati del mondo di specialità nel 1986 a Lembeek, terminando ventunesimo.

## Palmarès
- 1977 (dilettanti)

Coppa della Pace
Circuito di Cesa
- 1979 (dilettanti)

Coppa San Geo
- 1980 (dilettanti)

2ª tappa Settimana Ciclistica Bergamasca
- 1981 (dilettanti)

3ª tappa Settimana Ciclistica Bergamasca (Calcinate)
Vicenza-Bionde
Trofeo Mauro Pizzoli
- 1985 (Santini-Krups-Conti-Galli, tre vittorie)

Giro di Campania
Milano-Torino
1ª tappa Giro di Puglia (Ostuni > Castellana Grotte)
- 1986 (Ecoflam-Jollyscarpe-BFB Bruciatori, una vittoria)

2ª tappa Tirreno-Adriatico (Cortona > Gubbio)
- 1987 (Ecoflam-BFB Bruciatori, tre vittorie)

Gran Premio Industria e Commercio di Prato
Trofeo Pantalica
3ª tappa Volta Ciclista a Catalunya (Salou > Barcellona)

### Altri successi
- 1985 (Santini-Krups-Conti-Galli)

Circuito di Faenza

## Piazzamenti

### Grandi Giri
- Giro d'Italia

1982: 107º
1983: 99º
1984: 86º
1985: non partito (12ª tappa)
1986: ritirato (21ª tappa)
1987: ritirato (6ª tappa)
1988: 116º
- Tour de France

1985: ritirato (16ª tappa)
- Vuelta a España

1990: 101º

### Classiche monumento
- Milano-Sanremo

1983: 90º
1984: 5º
1985: 39º
1986: 73º
1987: 28º
1988: 90º
- Giro delle Fiandre

1988: 82º
- Parigi-Roubaix

1985: 24º
- Giro di Lombardia

1987: 11º

### Competizioni mondiali
- Campionati del mondo su strada

Vienna 1977 - In linea Juniores: 39º
Vienna 1977 - Cronometro a squadre: 3º
- Campionati del mondo di ciclocross

Lembeek 1986: 21º